# Jānis Dinevičs
Jānis Dinevičs (ur. 24 lipca 1948 w Rydze) – łotewski polityk, przewodniczący Łotewskiej Socjaldemokratycznej Partii Robotniczej. 

## Życiorys
W 1971 ukończył studia na Wydziale Elektroenergetyki Ryskiego Instytutu Technicznego (obecnie: Ryski Uniwersytet Techniczny). Pracował na uczelni. W 1988 był jednym z założycieli Łotewskiego Frontu Ludowego. 
Sprawował mandat radnego Rady Deputowanych Ludowych w Rydze. W maju 1990 wybrano go posłem do Rady Najwyższej Łotewskiej SRR, pełnił obowiązki przewodniczącego frakcji Łotewskiego Frontu Ludowego w radzie. Był ministrem stanu w gabinecie Ivarsa Godmanisa (1990–1993). Po 1993 związany z działalnością gospodarczą, stał na czele spółki "Latavis", później "Gosupis". W 2005 powrócił do rady miejskiej w Rydze, gdzie do 2007 pełnił funkcję przewodniczącego frakcji radnych LSDSP. Sprawował urząd wicemera Rygi. W wyborach samorządowych 2009 nie uzyskał mandatu. 
W 2000 odznaczony Orderem Trzech Gwiazd III klasy. Od wielu lat stoi na czele Łotewskiej Socjaldemokratycznej Partii Robotniczej. W połowie 2022 roku, po zawiązaniu przez LSDSP koalicji z Łotewskim Związkiem Rolników, został członkiem zarządu Związku Zielonych i Rolników.
Żonaty, ma syna. W 2010 wydał książkę Brīves buramvārdus meklējot, poświęconą okresowi 1988–1990

## Źródła
- Jānis Dinevičs. puaro.lv. [dostęp 2022-09-09]. (łot.).